# Sencillo en CD

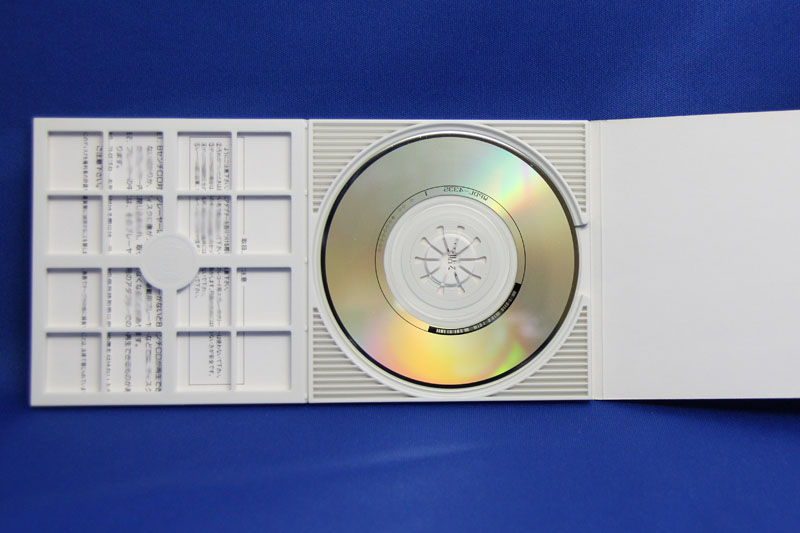
Un sencillo en CD japonés de 8 cm.

Un sencillo en CD es un sencillo musical en la forma de un disco compacto de tamaño estándar. El formato de disco compacto para sencillos fue introducido por primera vez a mediados de la década de 1980, pero no fue puesto en el mercado hasta 1990. Los CD pronto ensombrecieron las ventas de otros formatos como el vinilo y el casete, comenzando la década de 1990. Las compañías comenzaron a lanzar menos sencillos, al punto de que Billboard cambió sus reglas de permitir sencillos sin lanzamientos comerciales. Como consecuencia de esta nueva norma, la producción y las ventas de sencillos disminuyeron enormemente.
Hoy en día están siendo reemplazados en parte por las descargas digitales.